# Wahlbezirk Böhmen 47
Der Wahlbezirk Böhmen 47 war ein Wahlkreis für die Wahlen zum Abgeordnetenhaus im österreichischen Kronland Böhmen. Der Wahlbezirk wurde 1907 mit der Einführung der Reichsratswahlordnung geschaffen und bestand bis zum Zusammenbruch der Habsburgermonarchie.

## Geschichte
Nachdem der Reichsrat im Herbst 1906 das allgemeine, gleiche, geheime und direkte Männerwahlrecht beschlossen hatte, wurde mit 26. Jänner 1907 die große Wahlrechtsreform durch Sanktionierung von Kaiser Franz Joseph I. gültig. Mit der neuen Reichsratswahlordnung schuf man insgesamt 516 Wahlbezirke, wobei mit Ausnahme Galiziens in jedem Wahlbezirk ein Abgeordneter im Zuge der Reichsratswahl gewählt wurde. Der Abgeordnete musste sich dabei im ersten Wahlgang oder in einer Stichwahl mit absoluter Mehrheit durchsetzen. Der Wahlkreis Böhmen 47 umfasste die Gerichtsbezirke Neubenatek, Brandeis an der Elbe und Nimburg, wobei folgende Gemeinden ausgenommen waren:
- aus dem Gerichtsbezirk Neubenatek die Gemeinden Neubenatek und Lissa an der Elbe (Wahlbezirk 21)
- aus dem Gerichtsbezirk Nimburg die gleichnamige Stadt Nimburg (Wahlbezirk 25)
- aus dem Gerichtsbezirk Brandeis an der Elbe die Gemeinden Brandeis an der Elbe, Altbunzlau, Elbekosteletz und Čelakowitz (Wahlbezirk 28)

Aus der Reichsratswahl 1907 ging der Agrarier Karel Prášek als Sieger hervor. Bei der Reichsratswahl 1911 konnte Prášek sein Mandat erfolgreich verteidigen.

## Wahlergebnisse

### Reichsratswahl 1907
Die Reichsratswahl 1907 wurde am 14. Mai 1907 (erster Wahlgang) durchgeführt. Die Stichwahl entfiel auf Grund der absoluten Mehrheit für Jaroš im ersten Wahlgang.
| Kandidat                                                                       | Partei                                  | Wahlkreis- stimmen | Prozent |
| ------------------------------------------------------------------------------ | --------------------------------------- | ------------------ | ------- |
| Karel Prášek                                                                   | Tschechische Agrarpartei                | 6825               | 56,6 %  |
| Ladislav Beran                                                                 | Tschechische Sozialdemokratische Partei | 4348               | 36,1 %  |
| Josef Jelinek                                                                  | Klerikaler Agrarier                     | 451                | 3,7 %   |
| Josef Plešinger                                                                | Jungtschechen                           | 397                | 3,3 %   |
|                                                                                | Sonstige Parteien                       | 36                 | 0,3 %   |
| Wahlberechtigte: 13.363, Ungültige/Leere Stimmen: 217, Wahlbeteiligung: 91,9 % |                                         |                    |         |

### Reichsratswahl 1911
Die Reichsratswahl 1911 wurde am 13. Juni 1911 sowie am 20. Juni 1911 (Stichwahl) durchgeführt.

#### Erster Wahlgang
| Kandidat                                                                       | Partei                                  | Wahlkreis- stimmen | Prozent |
| ------------------------------------------------------------------------------ | --------------------------------------- | ------------------ | ------- |
| Vladislav Beran                                                                | Tschechische Sozialdemokratische Partei | 5077               | 41,7 %  |
| Karel Prášek                                                                   | Tschechische Agrarpartei                | 3891               | 31,9 %  |
| Josef Zajíček                                                                  | Tschechische Agrarpartei                | 2261               | 18,6 %  |
| Alois Švejda                                                                   | Tschechische Christlichsoziale Partei   | 589                | 4,8 %   |
| Josef Handl                                                                    | Tschechisch national-soziale Partei     | 313                | 2,6 %   |
|                                                                                | Sonstige Parteien                       | 49                 | 0,4 %   |
| Wahlberechtigte: 14.082, Ungültige/Leere Stimmen: 238, Wahlbeteiligung: 88,2 % |                                         |                    |         |

#### Stichwahl
| Kandidat                                                                       | Partei                                  | Wahlkreis- stimmen | Prozent |
| ------------------------------------------------------------------------------ | --------------------------------------- | ------------------ | ------- |
| Karel Prášek                                                                   | Tschechische Agrarpartei                | 6056               | 51,6 %  |
| Vladislav Beran                                                                | Tschechische Sozialdemokratische Partei | 5688               | 48,4 %  |
| Wahlberechtigte: 14.082, Ungültige/Leere Stimmen: 263, Wahlbeteiligung: 85,3 % |                                         |                    |         |